# Fokker S.14 Machtrainer
Фоккер S.14 Machtrainer (англ. Fokker S-14 Machtrainer) — нидерландский двухместный учебный реактивный самолёт, цельнометаллический низкоплан, разработанный и выпускавшийся авиастроительной компанией «Фоккер» для королевских военно-воздушных сил Нидерландов. Это был первый реактивный самолёт, выпущенный компанией «Фоккер», так же это был один из первых реактивных учебных самолётов в мире. Первый полет прототипа состоялся 19 мая 1951 года, а в 1955 году модель была запущена в серийное производство.

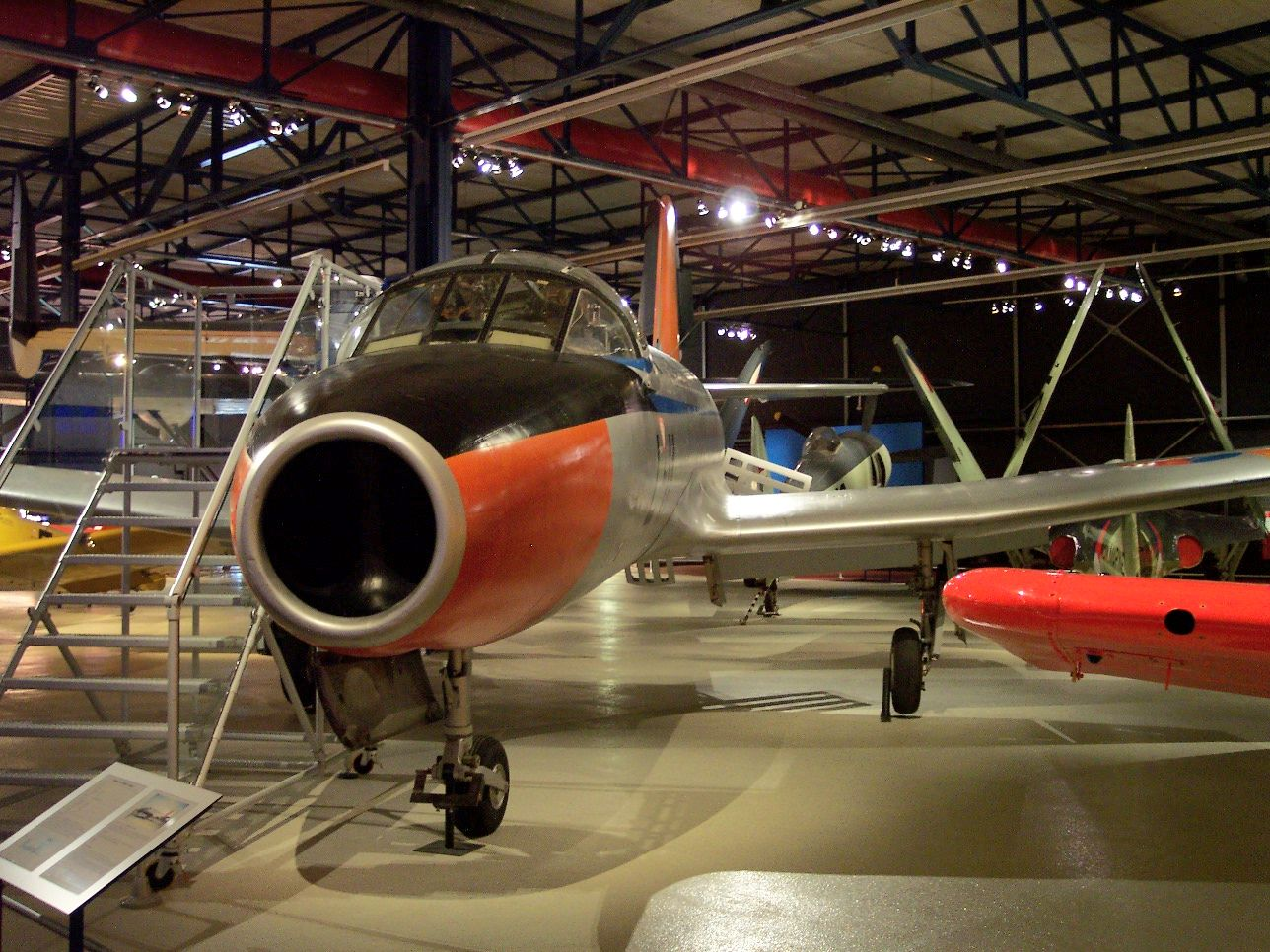
L-11 в музее королевских ВВС Нидерландов

## История создания
В 1950-х годах, из-за растущего использования реактивных истребителей, авиастроительная компания «Фоккер» приступила к разработке тренировочного реактивного самолёта. S.14 Machtrainer был цельнометаллическим низкопланом, предназначенным для тренировочных полетов. Для этого в фюзеляже размещались бок о бок два катапультных кресла Мартин-Бейкер, так же просторный фюзеляж мог вместить третье кресло, но эта возможность не использовалась. Самолёт был оборудован убирающимся трехколёсным шасси, одним двигателем Rolls-Royce Derwent, который был установлен в центре фюзеляжа, с воздухозаборниками в носовой части самолёта. Три воздушных тормоза находились в задней части фюзеляжа. Из-за конструкции крыла и размера самолёта он мог совершать посадку на меньших скоростях, чем большинство реактивных самолётов в то время.
Первый прототип, оборудованный двигателем Derwent V, с регистрационным номером PH-NDY совершил свой первый полет 19 мая 1951 года. И, несмотря на поломку, второй полет он совершил в тот же день. В следующем году прототип был представлен в международном авиасалоне Ле Бурже.
Королевские ВВС Нидерландов разместили заказ на 20 самолётов S.14, оборудованных более мощным двигателем — Rolls-Royce Derwent 8. У компании «Фоккер» были планы на самолёта в Бразилию, где по лицензии планировалось построить 50 экземпляров, оснащенных двигателями Rolls-Royce Nene. Прототип был переоснащен двигателем Rolls-Royce Nene III, который позволил увеличить максимальную скорость до 831 км/ч, первый полет модифицированной модели состоялся 25 октября 1953 года.
Так же американская авиастроительная компания «Fairchild», впоследствии по лицензии выпускавшая Fokker Friendship, планировала получить заказ от ВВС США. Но из-за политических волнений в Бразилии, заказ был отменен. И компания «Fairchild», так же изменила свои планы. Несмотря на то, что несколько стран тестировали самолёт, заказов больше не поступило.

## История эксплуатации
Королевские ВВС Нидерландов сделали заказ на 20 самолётов, но только 19 из них были введены в эксплуатацию. Один самолёт серии разбился 20 октября 1955 года, во время демонстрации в США в Хагерстоуне (Мэриленд), в аварии погиб летчик-испытатель Гербен Зондерман. Вторая авария с участием самолётов этой серии произошла лишь в 1964 году.
Из всей серии два самолёта были потеряны в результате авиакатастроф, остальные были списаны в последующие годы. Три экземпляра сохранились по сей день, прототип (K-1, PH-XIV) сейчас находится в музее авиации Авиодром. Серийный L-11 сейчас находится в музее авиации королевских ВВС Нидерландов в Сустерберге, а L-17 находится в ремонте.

## Тактико-технические характеристики
Источник данных: Uijthoven 2003, p. 56.

Технические характеристики
- Экипаж: 2 человека
- Длина: 13,30 м
- Размах крыла: 12,0 м
- Высота: 4,70 м
- Площадь крыла: 31,80 м²
- Масса пустого: 3 765 кг
- Масса снаряжённого: 5 350 кг
- Силовая установка: 1 × воздушный ТРД Rolls Royce Derwent 8
- Тяга: 1 × 15.35 кН

Лётные характеристики
- Максимальная скорость: 730 км/ч
- Крейсерская скорость: 589 км/ч
- Скорость сваливания: 142 км/ч
- Практическая дальность: 950 км
- Практический потолок: 11 500 м
- Скороподъёмность: 16,3 м/c